# 華の皇宮物語
『華の皇宮物語』（はなのこうきゅうものがたり）とは、剛しいら作・早瀬あきら絵の小説作品。

## 概要
プランタン出版・フランス書院から、2009年6月3日に、ティアラ文庫始動ラインナップのひとつとして発表された。
大華国という架空の国を舞台に、ひょんなことから新后候補として都の後宮に召されることになった男装の麗人・香蓮が、後宮でのさまざまな経験などを通じて、自分にとっての真の幸せを手にするまでを描いた、中華風宮廷ファンタジー小説。

## あらすじ
主人公・遜香蓮の生家である遜家は女系家族で跡取りがいなかった。そのため香蓮は跡取り息子として育てられ、並の男よりもたくましく育っていたが、あるとき妹・香蘭の不始末のせいで、皇太子の後宮に召される事態に陥る。女としての生活に馴染めない香蓮だったが、後宮のある都に行く際、彼女とともに後宮に召される少女の護衛役を司る白勇波という青年と知り合う。それが自らにとって「運命の出会い」になるとも知らず…

## 主な登場人物
遜香蓮（そん こうれん）
本作の主人公。17歳。大華国の行政組織のひとつ、「蘭県」の県総長の長女。女系家族に生まれ、13歳のころから跡取り息子として育てられた。妹の惹き起こした不始末のせいで、次期皇帝の后候補として、後宮に送られた。思ったことをずけずけと言ってしまう直情的な性格のため、教育係の女官から嫌われる。さらに、元婚約者の桃花に手を付けた陽春という男性ともめたことで、一度は后候補から外されてしまったはずだった。しかし次期皇帝と考え方が似ていたことが認められ、その立場が急変する。
白勇波（はく ゆうは）
都で近衛武官をしている25歳の青年。大華国の先々帝の35番目の皇子に当たる人物。長身で、がっちりとした体格の持ち主。弓矢を操る后候補・遜香蓮に興味を示し、やがて恋愛感情を抱くようになる。
桃花（とうか）
香蓮の従姉妹で、元婚約者。15歳。「蘭県」のもう一人の后候補になりすまして、香蓮と共に後宮に入る。武官の訓練の見学の際、馬に一緒に乗った青年武官・白陽春に、香蓮の面影を見てしまい一目ぼれし、兵舎の彼の部屋を訪れて手篭めにされてしまう。その結果、后への道は閉ざされてしまったが、陽春とは将来を誓い合い、そして、共に香蓮と勇波の恋を応援するようになる。教育係の女官が、手篭めにされたせいで失格になったことを惜しんだほどの美少女で、たいへんな泣き虫。
白陽春（はく ようしゅん）
勇波と同様、都で武官をしている22歳の青年。隠居することになった現皇帝の弟。何かにつけ勇波と馬が合う。桃花に手を出したため、香蓮の怒りを買ってしまった。女性のような顔立ちで、作中の桃花の台詞によれば、あらゆる面で香蓮に似ている。
皇太子（こうたいし）
大華国の次期皇帝で、現皇帝の息子。後宮制度に疑問を抱いていた。そこで后候補達と直接面接することを決断、実行に移した折、香蓮が自分の考えに近い考えをもっていたことを知る。
大王君（だいおうきみ）
大華国の先々代の皇帝。白勇波の父。本名は耀飛帝（ようひてい）。勇波の母・呉小波（ご しょうは）と出会ったのを機に退位し、小波の故郷・「椿県」で隠遁生活を送る。訳有って自らの下に逃れた息子・勇波とその恋人・香蓮を匿い、二人のためにひと芝居打つ。感受性が非常に豊かで、現皇帝を陰で操っていた切れ者。
遜香蘭（そん こうらん）
香蓮の妹。15歳。姉が跡取り息子として育てられたため、新妃候補として大切に育てられたが、父の書生だった露伴（ろはん）という優男にほれてしまい、彼の子供を妊娠してしまう。その結果、香蓮が後宮に召される事態に陥ってしまった。

## 既刊
- 華の皇宮物語 ISBN 9784829665015 2009年6月
- 華の皇宮物語 帝の花嫁 ISBN 9784829665206 2009年11月
- 華の皇宮物語　皇太子の初恋 ISBN 9784829665411 2010年7月